# Kesarakoni, Siruguppa
Kesarakoni là một làng thuộc tehsil Siruguppa, huyện Bellary, bang Karnataka, Ấn Độ.